# Juillac (tổng)
Tổng Juillac là một tổng của Pháp tọa lạc tại tỉnh Corrèze trong vùng Lumousin.

## Địa lý
Tổng này được tổ chức xung quanh Juillac trong quận Brive-la-Gaillarde. Độ cao khu vực này là 105 m (Voutezac) đến 425 m (Concèze) độ cao trung bình trên mực nước biển là 261 m.

## Hành chính
| Giai đoạn | Ủy viên            | Đảng | Tư cách                |
| --------- | ------------------ | ---- | ---------------------- |
| 2004-2011 | Jean-Claude Yardin | PS   | thị trưởng Saint-Solve |

### Kết quả bầu cử tổng này ngày 21 tháng 3 năm 2004
Lần 1
- Jean-Claude Yardin (PS), thị trưởng Saint-Solve - 41,02%
- Nicole Poulverel (UMP) - 39,20%
- Maurice Vareille (PCF) - 14,75%
- Marcelle Choserot (FN) - 5,04%

Lần 2
- Jean-Claude Yardin (PS), thị trưởng Saint-Solve - 56,42% - Đắc cử
- Nicole Poulverel (UMP) - 43,58%

## Phân chia đơn vị hành chính
Tổng Juillac được chia thành 10 xã.
| Xã                      | Dân số | Mã bưu chính | Mã insee |
| ----------------------- | ------ | ------------ | -------- |
| Chabrignac              | 499    | 19350        | 19035    |
| Concèze                 | 406    | 19350        | 19059    |
| Juillac                 | 1 164  | 19350        | 19094    |
| Lascaux                 | 170    | 19130        | 19109    |
| Rosiers-de-Juillac      | 184    | 19350        | 19177    |
| Saint-Bonnet-la-Rivière | 343    | 19130        | 19187    |
| Saint-Cyr-la-Roche      | 417    | 19130        | 19196    |
| Saint-Solve             | 387    | 19130        | 19242    |
| Vignols                 | 570    | 19130        | 19286    |
| Voutezac                | 1 195  | 19130        | 19288    |

## Thông tin nhân khẩu
| 1962  | 1968  | 1975  | 1982  | 1990  | 1999  | 2006  | 2007  | - |
| ----- | ----- | ----- | ----- | ----- | ----- | ----- | ----- | - |
| 5 977 | 5 599 | 5 097 | 4 910 | 4 735 | 4 932 | 5 234 | 5 335 | - |